# Пам’ятник Льву Толстому (Кривий Ріг)

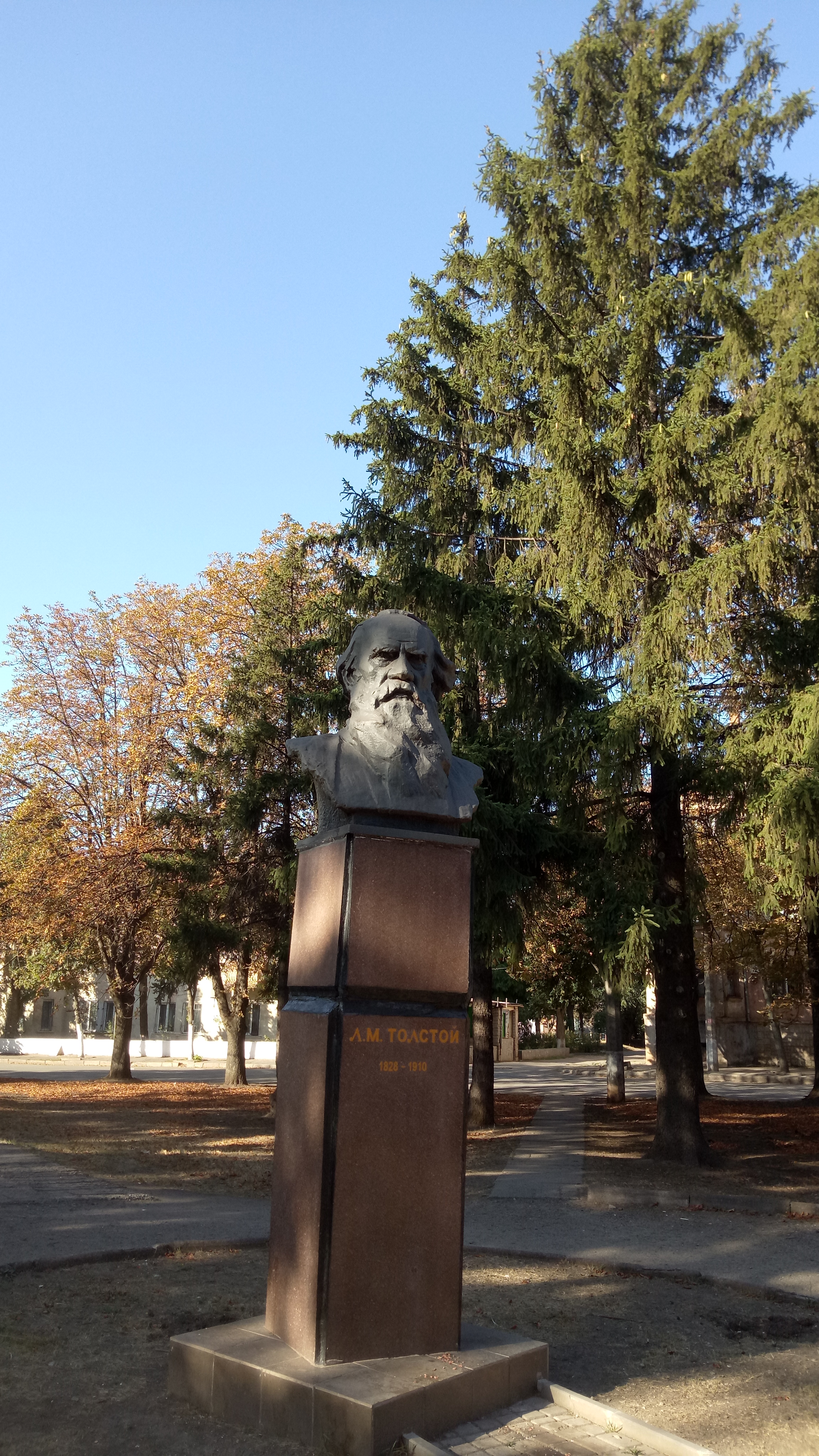

Пам'ятник Льву Толстому — колишній пам'ятник-погруддя радянської доби російському письменнику Льву Толстому, що існував у 1966—2024 рр. у місті Кривий Ріг. Демонтований 28 листопада 2024 року в межах деколонізації після початку широкомасштабного вторгнення Росії в Україну.

## Передісторія
У Кривому Розі на честь російського письменника Льва Толстого була названа вулиця в Центрально-Міському районі та площа — в Тернівському.
Площа Толстого в Тернівському районі закладена наприкінці 1940-х років, на ній 28.08.1966 р. встановлено пам'ятник Л. М. Толстому Автори пам'ятника: криворізький скульптор О. В. Васякін, архітектор Б. П. Кохно. Виготовлений в ливарному цеху «Криворіжсталі» бригадою формувальників-ливарників під керівництвом М. П. Рєпнікова.
Встановлено у серпні 1966 р. на Кільцевій площі (тоді — Толстого) в Тернівському районі.
В 1969 році проведена капітальна реконструкція.

## Опис
Бюст, виготовлений з чавуну, пофарбований чорною фарбою. Динаміка твору передана завдяки прийому контрасту: узагальненому силуету протиставлена деталізація обличчя.
Постамент квадратної в плані форми, розмірами 0,72×0,72 м, висотою 2,32 м, облицьований вісьмома полірованими гранітними плитами граніту коричневато-червонуватого кольору.
Основа постаменту має розміри 1,20×1,24 м, зроблена з бетону, пофарбована чорною фарбою. На лицевій стороні викарбувано напис у два ряди російською мовою: «Л. Н.ТОЛСТОЙ 1828—1910». Напис виконано жовтою фарбою. Загальна висота пам'ятника — 3,85 м.